# Dikran Tchouhadjian
Dikran Tchouhadjian (en arménien Տիգրան Չուխաճեան ; né à Constantinople en 1837, mort à Smyrne en 11 mars 1898) est un compositeur et chef d'orchestre arménien ottoman.

## Biographie
Dikran Tchouhadjian naît à Constantinople en 1837.
Il est l'auteur de morceaux pour piano, de mélodies, de musique de chambre et de musique symphonique, et d'opéras (Zemire, 1880 ; Leblebiji, 1876).
Il compose le premier opéra arménien, Arshak II (1868, mis en scène dans une version raccourcie en 1873), sur le roi Arsace II d'Arménie.
Il meurt à Smyrne.

## Œuvre

### Opéras
- Arshak Erkrod ou Arshak II, 1868
- Arif, 1872 opéra-comique
- Kyose Kyokhva (le vétéran chauve), 1873
- Leblebidji (le marchand de pois chiches), 1876, révisé en 1943 sous le titre Karine
- Zemire, 1880

### Piano
- Toccata Impromptu cascade de Kouz, 1887